# 111-я улица (линия Флашинг, Ай-ар-ти)
| Верхний ярус |
| \| · э \|    |
| · э          |

| · э |

| Нижний ярус                          |     |   |   |     |   |
| \| · \| · л \| · \| · \| · л \| · \| |     |   |   |     |   |
| ·                                    | · л | · | · | · л | · |

| · | · л | · | · | · л | · |

| Верхний ярус |
| \| · э \|    |
| · э          |

| · э |

| Нижний ярус                          |     |   |   |     |   |
| \| · \| · л \| · \| · \| · л \| · \| |     |   |   |     |   |
| ·                                    | · л | · | · | · л | · |

| · | · л | · | · | · л | · |

«111-я улица» (англ. 111th Street) — станция Нью-Йоркского метрополитена, расположенная на линии Флашинг, Ай-ар-ти. Станция находится в районе Корона, Куинс, на пересечении 111-й улицы с Рузвельт-авеню. На станции останавливается маршрут 7 (круглосуточно). Станцию проходит без остановки маршрут <7> (в часы пик в пиковом направлении).

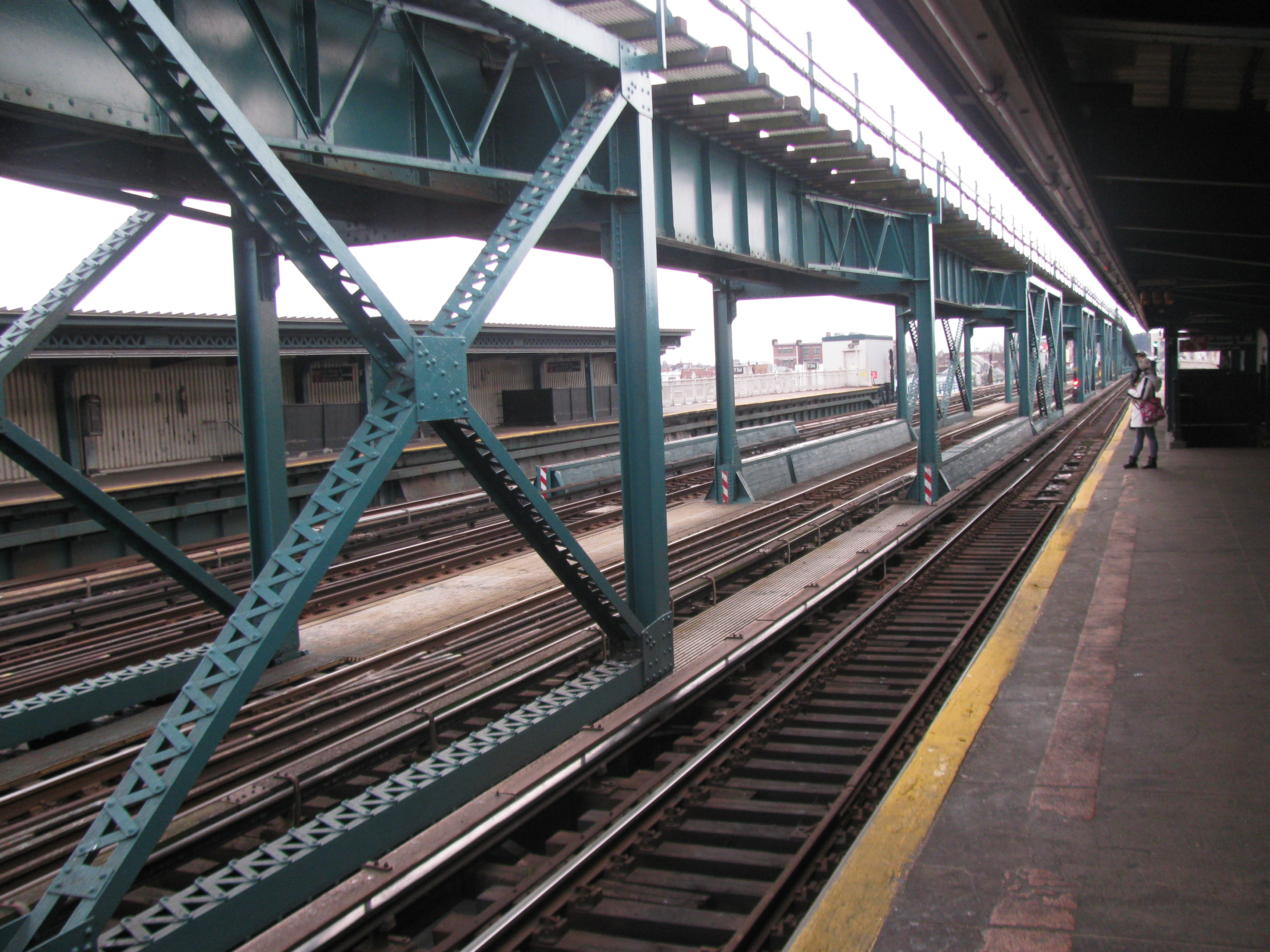
Экспресс-путь, вид с платформ

Станция имеет уникальное путевое развитие. На главном (нижнем) уровне располагаются две боковые платформы, между которыми проходят четыре пути, и крайние из них используются для регулярного движения поездов. Центральные пути к северу от станции ведут в депо «Корона», а к югу заканчиваются тупиками. Между этими путями и боковыми имеется несколько перекрёстных съездов. Экспресс-путь, проходящий эту станцию без остановки, находится выше — над центральными путями, ведущими в депо.
Единственный выход со станции располагается с южного конца платформ. Есть возможность бесплатного перехода между платформами противоположных направлений. Турникетный павильон расположен в мезонине под платформами. Выход приводит к перекрёстку 111-й улицы с Рузвельт-авеню.
До 1949 года часть линии Флашинг (Ай-ар-ти) использовалась двумя компаниями — Ай-ар-ти (IRT) и Би-эм-ти (BMT), равно как и линии Астория (Би-эм-ти). Некоторое время каждая из платформ станции была разделена на две части, на одной из которых останавливались поезда первой компании, на другой — поезда второй компании. Такой режим работы был характерен для всех станций «двойного использования».